# Шестовка

Шестовка — река в России, протекает в Вохомском районе Костромской области. Устье реки находится в 31 км по правому берегу реки Леком. Длина реки составляет 10 км.
Исток реки находится северо-западнее деревни Каменка в 21 км к северо-западу от посёлка Вохма. На протяжении почти всей своей длины река течёт на юг, параллельно Лекому примерно километром западнее.

## Данные водного реестра
По данным государственного водного реестра России относится к Верхневолжскому бассейновому округу, водохозяйственный участок реки — Ветлуга от истока до города Ветлуга, речной подбассейн реки — Волга от впадения Оки до Куйбышевского водохранилища (без бассейна Суры). Речной бассейн реки — (Верхняя) Волга до Куйбышевского водохранилища (без бассейна Оки).
По данным геоинформационной системы водохозяйственного районирования территории РФ, подготовленной Федеральным агентством водных ресурсов:
- Код водного объекта в государственном водном реестре — 08010400112110000041417
- Код по гидрологической изученности (ГИ) — 110004141
- Код бассейна — 08.01.04.001
- Номер тома по ГИ — 10
- Выпуск по ГИ — 0